# Phlyctaenogastra rangei
Phlyctaenogastra rangei là một loài bướm đêm thuộc phân họ Arctiinae, họ Erebidae.